# Loopre (Põhja-Sakala)
Loopre es una localidad situada en el municipio de Põhja-Sakala, en el condado de Viljandi, Estonia. Según el censo de 2021, tiene una población de 37 habitantes.
Está ubicada al norte del condado, cerca de la frontera con los condados de Pärnu y Järva.